# Pardosa oriens
Pardosa oriens là một loài nhện trong họ Lycosidae.
Loài này thuộc chi Pardosa. Pardosa oriens được Ralph Vary Chamberlin miêu tả năm 1924.

## Hình ảnh

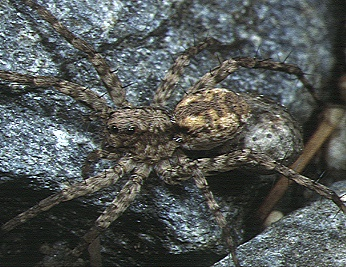
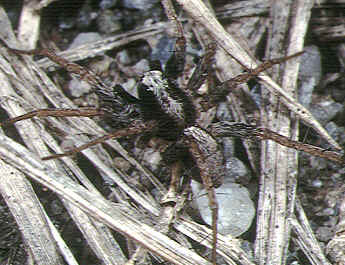
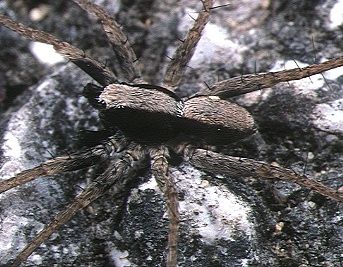